# هایدی کلوم
هایدی کلوم (به آلمانی: Heidi Klum) (زاده ۱ ژوئن ۱۹۷۳) سوپر‌مدل، شخصیت رسانه‌ای، بازیگر و تاجر زن آلمانی است که از سال ۲۰۰۸ تابعیت آمریکایی هم دارد. او نخستین مدل آلمانی بود که مدل برگزیدهٔ ویکتوریا سیکرت شد.
وی از سال ۲۰۱۳ تا ۲۰۱۹ داور مسابقه استعدادیابی امریکاز گات تلنت بود. او در تابستان ۲۰۲۰ به این برنامه بازگشت.
به دنبال یک حرفه موفقیت‌آمیز در مدلینگ، کلوم میزبان و داور Next Topmodel آلمان و نمایش واقعیت پروژه Runway شد، که به او نامزدی Emmy را در سال ۲۰۰۸ و یک برنده در سال ۲۰۱۳ برای میزبان برجسته برای یک برنامه مسابقه واقعیت یا واقعیت داد (میزبان مشترک با تیم گان). کلوم شش بار نامزد دریافت جایزه امی شده‌است. وی به عنوان سخنگوی Dannon و H&M کار کرده و در تبلیغات متعددی برای مک دونالد، فولکس واگن و دیگران حضور داشته‌است. در سال ۲۰۰۹، کلوم در ۵۰ سالگی باربی سفیر رسمی باربی شد. او به عنوان یک بازیگر گاه به گاه، نقش‌های فرعی را در فیلم‌های سینمایی از جمله Blow Dry (2001)، طلسم الا (۲۰۰۴) داشت و در فیلم‌های شیطان پرادا می‌پوشد (فیلم) (۲۰۰۶)، کاملاً غریبه (۲۰۰۷) و هشت یار اوشن (۲۰۱۸) حضور کامو داشت. او همچنین در برنامه‌های تلویزیونی از جمله سکس و سیتی، آشنایی با مادر، کدبانوهای وامانده و پارک‌ها و تفریحات حضور داشته‌است. کلوم از سال ۲۰۱۳ تا سال ۲۰۲۰ داور برنامه استعداد‌یابی امریکاز گات تلنت ان‌بی‌سی آمریکا بود.
در ماه مه ۲۰۱۱، مجله فوربز کل درآمد کلوم برای آن سال را ۲۰ میلیون دلار تخمین زد. وی در فهرست «مدل‌های پردرآمد جهان» در رتبه دوم فوربس قرار گرفت. فوربس خاطرنشان کرد که از زمان پایان کار ۱۳ ساله خود به عنوان فرشته ویکتوریا سکرت، کلوم بیشتر از اینکه به یک مدل تبدیل شود به یک زن تجاری تبدیل شده‌است. وی در سال ۲۰۰۸ با حفظ تابعیت آلمانی بومی خود به تابعیت آمریکا درآمد.

## آغاز زندگی
کلوم در برگیش گلادباخ، شهری در خارج از کلن، آلمان غربی به دنیا آمد و بزرگ شد. او دختر ارنا، آرایشگر، و گونتر کلوم، مدیر شرکت لوازم آرایشی است. یکی از دوستانش او را متقاعد کرد که در یک مسابقه ملی مدل‌سازی به نام "مدل ۹۲" ثبت نام کند. از بین ۲۵۰۰۰ شرکت کننده، کلوم در ۲۹ آوریل ۱۹۹۲ به عنوان برنده انتخاب شد و توماس زومیر، مدیر عامل اجرایی مدل‌های کلان‌شهر نیویورک به او قرارداد مدل‌سازی به ارزش ۳۰۰۰۰۰ دلار پیشنهاد کرد. پس از برنده شدن، او در نمایش تلویزیونی اواخر شب گوتشالک، یک نمایش تلویزیونی آلمان با مجری Thomas Gottschalk ظاهر شد. او چند ماه بعد، پس از فارغ‌التحصیلی از مدرسه، قرارداد را پذیرفت و تصمیم گرفت برای موقعیت شاگردی در مدرسه طراحی مد تلاش نکند.

## زندگی حرفه‌ای

### مدلینگ

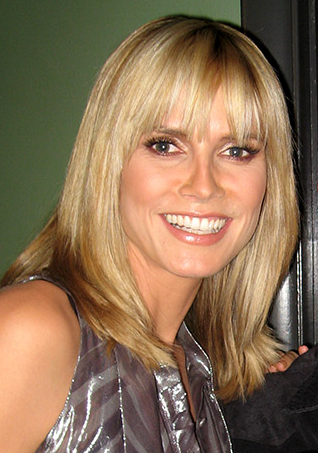
کلوم در سپتامبر ۲۰۱۰

هایدی در جلد مجلات فرانسوی، آلمانی، پرتغالی و اسپانیایی وگ و همچنین ال، این استایل، ماری کلر، Glamour و هارپرز بازار قرار گرفته‌است. وی پس از حضور در جلد نسخه لباس شنای اسپورتس ایلاستریتد و کار با ویکتوریا سکرت به عنوان «فرشته» به‌طور گسترده‌ای شناخته شد. کلوم میزبان نمایش‌های مد ویکتوریا سکرت در سال‌های ۲۰۰۲، ۲۰۰۶، ۲۰۰۷، ۲۰۰۸ و ۲۰۰۹ بود. در اول اکتبر ۲۰۱۰، نیویورک پست در ستون شایعات «صفحه شش» گزارش داد کلوم از ویکتوریا سکرت خارج می‌شود، که بعداً توسط کلوم تأیید شد.
وی علاوه بر همکاری با عکاسان مشهور در زمینه عکس‌های Sports Illustrated همسر اول خود، از سال ۱۹۹۷ تا ۲۰۱۰ در چندین نسخه مورد نقاشی بدن Joanne Gair بود و موضوع آن بود. وی پیشگفتار کتاب کار بدن سازی گایر، بدن نقاشی، شاهکارها. کارهای مدلینگ کلوم شامل کمپین‌های تبلیغاتی برای مارک‌هایی مانند Pringle of Scotland , Liz Claiborne و - در کنار سوپرمدل‌های آلمانی دیگر Nadja Auermann , Veruschka von Lehndorff و Tatjana Patitz - برای برچسب پیراهن نیویورک Kathleen Madden است. کمپین‌های زیبایی شامل مارک‌های آرایشی Bobbi Brown و Astor و همچنین عطر Amarige جیوانچی است. وی همچنین در کمپین‌های تبلیغاتی ویژه طراحانی مانند Marc Jacobs (محافظت از پوست برای افزایش سرطان پوست) و ژان پل گولتی (ژورنالیست تابستانی با همکاری و استفاده از amfAR) ظاهر شد. علاوه بر این او از مارک‌های لباس خرده فروشی مانند H & M , Ann Taylor و Peek & Cloppenburg مدل‌سازی کرد. او همچنین به عنوان سخنگوی مک دونالد، براون، دانون و از سال ۲۰۰۷، سخنگوی مشهور جورداچ و فولکس واگن بود. او علاوه بر مدلینگ، در چندین برنامه تلویزیونی نیز حضور داشته‌است، از جمله Spin City , Sex and the City , Yes , Dear و How I Met Your Mother. او در فیلم Blow Dry به عنوان مدل موی بدخلقی ایفای نقش کرد، در فیلم Ella Enchanted نقش یک غول پیکر را بازی کرد و در فیلم زندگی و مرگ پیتر سلرز به عنوان اورسولا آندرس انتخاب شد. او در فیلم‌های شیطان پرادا و غریبه کامل می‌پرد.

### امریکاز گات تلنت
در مارس ۲۰۱۳، اعلام شد که کلوم به جای شارون آزبورن به عنوان داور، به امریکاز گات تلنت خواهد پیوست. او فصل ۸ تا ۱۳ و اولین فصل امریکاز گات تلنت: قهرمانان قبل از عزیمت وی در فوریه ۲۰۱۹ را داوری کرد. در فوریه سال ۲۰۲۰، اعلام شد که او برای پانزدهمین دوره از مسابقه اصلی به میز داوری بازخواهد گشت.

### کارهای دیگر
کلوم یک هنرمند است، و چندین نقاشی او در مجلات هنری مختلف در ایالات متحده ظاهر شده‌است. در ۲۷ سپتامبر ۲۰۰۲، او مجسمه ای را که به نام «سگ با پروانه‌ها» نقاشی کرده بود به منظور یادآوری نقش سگ‌های نجات پس از ۱۱ سپتامبر اختصاص داد. در سال ۲۰۰۴، کلوم با نوشتن الکساندر پستمن، سردبیر مجله Elle، کتاب دانش هیدی کلوم را تألیف کرد. این کتاب شرح حال کلوم و همچنین توصیه‌های او در مورد موفقیت را ارائه می‌دهد. پیش از آن، کلوم ستون نویس مهمان گاهگاهی در وب سایت شبکه تلویزیونی RTL آلمان بود. وی مقاله ای برای روزنامه آلمانی دی تسایت نوشت.
در نوامبر ۲۰۰۶، کلوم اولین تک آهنگ «سرزمین عجایب» را منتشر کرد که برای یک سری تبلیغات تلویزیونی برای خرده‌فروش آلمانی «داگلاس» نوشته شده‌است. [۶۶] درآمد حاصل از این کار به یک مؤسسه خیریه کودکان در زادگاهش، برگیش گلادباخ داده شد. او در آلبوم «سیستم»، همسرش Seal 2007، با خواندن دوئت «روز عروسی»، آهنگی که Seal برای عروسی آنها نوشت، همکاری کرد.

## زندگی شخصی
در سال ۱۹۹۷، کلوم با آرایشگر ریک پپینین ازدواج کرد. این زوج در سال ۲۰۰۲ طلاق گرفتند. در مارس ۲۰۰۳، کلوم با فلاویو بریاتوره، مدیرعامل ایتالیایی تیم فرمول یک رنو رابطه برقرار کرد. در دسامبر او بارداری خود را اعلام کرد. بلافاصله بعد، دو نفر از هم جدا شدند و کلوم با سیل (خواننده) رابطه برقرار کرد. کلوم دختر هلن، ملقب به «لنی» را در ماه مه ۲۰۰۴ در شهر نیویورک به دنیا آورد. سیل برای تولد لنی حضور داشت و به گفته کلوم، بریاتوره در زندگی لنی نقش ندارد. وی با تأکید اظهار داشته است که «مهر پدر لنی است.»
کلوم و سیل در دسامبر ۲۰۰۴ در یخچالی در ویستلر، بریتیش کلمبیا نامزد شدند و در ۱۰ مه ۲۰۰۵ در ساحل مکزیک ازدواج کردند. آنها سه فرزند بیولوژیکی با هم دارند: پسران متولد سپتامبر ۲۰۰۵ و نوامبر ۲۰۰۶، و یک دختر متولد اکتبر ۲۰۰۹. در ۲۱ نوامبر ۲۰۰۹، کلوم رسماً نام خانوادگی سیل (خواننده) را پذیرفت و از نظر حقوقی به نام هایدی ساموئل شناخته شد. اندکی بعد، در دسامبر ۲۰۰۹، سیل رسماً لنی را به فرزندی پذیرفت و نام خانوادگی وی به ساموئل تغییر یافت. در طول ازدواج، کلوم و سیل هر سال در سالگرد حضور در مقابل خانواده و دوستانشان با یکدیگر عهد کردند. در ۲۲ ژانویه ۲۰۱۲، این زوج اعلام کردند که پس از تقریباً هفت سال ازدواج از هم جدا شده‌اند. او سه ماه بعد در ۶ آوریل ۲۰۱۲ درخواست طلاق از سیل (خواننده) را داد. وی همچنین درخواست کرد نامش به نام تولدش، هایدی کلوم، بازگردد. طلاق آنها در ۱۴ اکتبر ۲۰۱۴ نهایی شد.

## انسان دوستی و فعالیت بشردوستانه
در ۳۰ آوریل ۲۰۱۱، کلوم «پیاده‌روی برای کودکان» را هدایت کرد، یک پیاده‌روی ۵ کیلومتری جامعه برای جمع‌آوری کمک مالی به عنوان بخشی از تلاش‌های آگاهی جامعه در بیمارستان کودکان لس آنجلس. در مه ۲۰۱۴، کلوم به خاطر کارهای خیرخواهانه خود، به ویژه برای کمک‌های خود به صلیب سرخ پس از توفند سندی، به دریافت نشان صلیب سرخ آمریکا مفتخر شد.

## فیلم‌شناسی
| سال        | عنوان                           | نقش                 |
| ---------- | ------------------------------- | ------------------- |
| ۱۹۹۸       | ۵۴                              | مشتری VIP           |
| ۱۹۹۹       | شهر چرخش                        | خودش                |
| ۲۰۰۰       | ملعون                           | آنیکا               |
| ۲۰۰۱       | مو خشک‌کن                        | جزمین               |
| ۲۰۰۱       | سکس و شهر                       | خودش                |
| ۲۰۰۱       | زولندر                          | خودش                |
| ۲۰۰۲       | دنیای مالکوم                    | بازیکن هاکی         |
| ۲۰۰۲       | چشم، عزیزم                      | خودش                |
| ۲۰۰۳       | تور کمدی یقه آبی                | دختر ویکتوریا سیکرت |
| ۲۰۰۳       | جیمز باند ۰۰۷: همه‌چیز یا هیچ‌چیز | کتیا نادونوا        |
| ۲۰۰۳       | سی‌اس‌آی: میامی                   | خودش                |
| ۲۰۰۴       | طلسم الا                        | بروهیلدا            |
| ۲۰۰۴       | زندگی و مرگ پیتر سلرز           | اورزولا اندرس       |
| ۲۰۰۴–۲۰۱۷  | پروژه مد                        | مجری و داور         |
| ۲۰۰۶       | شیطان پرادا می‌پوشد              | خودش                |
| ۲۰۰۶–اکنون | مدل برتر بعدی آلمان             | مجری و داور         |
| ۲۰۰۷       | کاملاً غریبه                     | مجری ویکتوریا سیکرت |
| ۲۰۰۷       | آشنایی با مادر                  | خودش                |
| ۲۰۰۹–۲۰۱۰  | من خیلی زیاد میگیرمش            | خودش                |
| ۲۰۱۰       | کدبانوهای وامانده               | خودش                |
| ۲۰۱۱       | شنل‌قرمزی ۲                      | خودش                |
| ۲۰۱۱       | به‌طور جدی بچه‌های شوخ            | مجری                |
| ۲۰۱۲–۲۰۱۶  | کوچکترین مغازه حیوانات خانگی    | هایدی               |
| ۲۰۱۳       | پارک‌ها و تفریحات                | یولی دانسن          |
| ۲۰۱۳–۲۰۱۸  | امریکاز گات تلنت                | خودش/داور           |
| ۲۰۱۸       | عدالت شمالی: گروه تندر          | جید                 |
| ۲۰۱۸       | هشت یار اوشن                    | خودش                |
| ۲۰۱۹       | امریکاز گات تلنت: قهرمانان      | خودش/داور           |

## نگارخانه
|  |  |  |